# Lunga Marcia 6
Il Lunga Marcia 6 (in cinese: 长征六号S, Chángzhēng liùhàoP) è un lanciatore spaziale cinese a 3 stadi.
È un razzo a propellente liquido sviluppato dalla Compagnia cinese di scienza e tecnologia aerospaziali e dalla Shanghai Academy of Spaceflight Technology nei primi anni 2000.

## Cronologia dei lanci
Al giugno 2020 il Lunga Marcia 6 ha effettuato solamente 3 lanci, tutti dal centro spaziale di Taiyuan e completati con successo.
| № | Data              | Carico       | Orbita          | Esito    |
| - | ----------------- | ------------ | --------------- | -------- |
| 1 | 19 settembre 2015 | 20 satelliti | Eliosincrona    | Successo |
| 2 | 21 novembre 2017  | 3 satelliti  | Eliosincrona    | Successo |
| 3 | 13 novembre 2019  | 5 satelliti  | Terrestre bassa | Successo |